# 帰ってきたMr.ダマー バカMAX!
『帰ってきたMr.ダマー バカMAX!』（Dumb and Dumber To）は、2014年に公開されたジム・キャリー主演のコメディ映画。ファレリー兄弟作品(脚本・監督)であり、兄弟の商業デビュー作である『ジム・キャリーはMr.ダマー』の20年ぶりの続編。
ジム・キャリーとジェフ・ダニエルズが、前作で演じたキャラクターの20年後を演じた。
製作、配給は前作と変わり、アメリカはユニバーサル・ピクチャーズ、日本では東京テアトル(提供:日活)が担当した。
アメリカ、イギリスのBlu-ray,DVD販売はユニバーサル・ピクチャーズ・ホーム・エンターテイメントが、
国内販売Blu-ray,DVD販売は、発売元:日活、販売元:ソニー・ピクチャーズ エンタテインメント(セル)、カルチュア・パブリッシャーズ(レンタル)が担当した。

## あらすじ
前作から20年、ロイド（ジム・キャリー）は重病で病院にずっと入院していたが、それは親友ハリー（ジェフ・ダニエルズ）を騙すためのギャグだった。
ハリーが腎臓移植を必要としており、ハリーが学生時代につきあったフリーダとの間に、娘ペニーが生まれていたことを二人は知る。フリーダは、娘を生後すぐに、高名な科学者ピンチロー博士に養子に出していた。
ハリーは腎臓ドナーを頼むために、ロイドは彼女に「一目惚れ」したため、ペニーを探す旅にでかけるが、ピンチロー博士の後妻とその愛人による陰謀にまきこまれていく。

## キャスト
| 役名                                  | 俳優                   | 日本語吹替 |
| ------------------------------------- | ---------------------- | ---------- |
| ロイド・クリスマス                    | ジム・キャリー         | 山寺宏一   |
| ハリー・ダン                          | ジェフ・ダニエルズ     | 大川透     |
| フリーダ・フェルチャー                | キャスリーン・ターナー | 磯辺万沙子 |
| アデル・ピンチロー                    | ローリー・ホールデン   | 岡田恵     |
| トラヴィス&キャプテン・リッピンコット | ロブ・リグル           | 三宅健太   |
| ペニー・ピンチロー                    | レイチェル・メルヴィン | 藤田彩     |
| バーナード・ピンチロー博士            | スティーヴ・トム       | 佐瀬弘幸   |
| ロイ・ベイカー博士                    | ドン・レイク           |            |
| バーバラ・ウォルコット博士            | テンビ・ロック         | 石井未紗   |
| ステイナー                            | グラント・ジェームズ   | 石原辰己   |
| アイス・ピック（カメオ出演）          | ビル・マーレイ         |            |

## スタッフ
- 監督：ファレリー兄弟
- 脚本：ファレリー兄弟、ショーン・アンダース、ジョン・モリス、ベネット・イェーリン、マイク・チェローネ
- 製作：ファレリー兄弟、チャールズ・B・ウェスラー、ブラッドリー・トーマス、リザ・アジズ、ジョーイ・マクファーランド
- 製作総指揮：ブラッド・クレヴォイ、スティーヴン・ステイブラー、マーク・S・フィッシャー、デヴィッド・コプラン、ダニー・ディムボート、クリスチャン・マーキュリー
- 撮影：マシュー・F・レオネッティ
- プロダクションデザイン：アーロン・オズボーン
- 衣装デザイン：カレン・パッチ
- 編集：スティーヴン・ラッシュ
- 音楽：エンパイア・オブ・ザ・サン
- 音楽監修：トム・ウルフ、マニシュ・ラヴァル
- 字幕翻訳：アンゼたかし
- 吹替翻訳：亀井玲子